# Sarcodexiopsis welchi
Sarcodexiopsis welchi is een vliegensoort uit de familie van de dambordvliegen (Sarcophagidae). De wetenschappelijke naam van de soort is voor het eerst geldig gepubliceerd in 1930 door Hall.